# Margaret Mackall Smith Taylor
Margaret Mackall Smith Taylor, född 21 september 1788 i Calvert County, Maryland, död 18 augusti 1852 i Pascagoula, Louisiana; amerikansk presidentfru 1849-1850, gift med president Zachary Taylor.

## Biografi
Hon var dotter till en plantageägare i Maryland.
Hon gifte sig 21 juni 1810 med Taylor och de följande 35 åren tillbringade familjen på olika garnisonsorter. Paret fick sex barn, av vilka två dog i späd ålder.
När hennes make blev president, förhindrades hon på grund av dålig hälsa att deltaga aktivt som First Lady. Hon överlät istället alla sådana uppgifter på sin dotter Mary Elizabeth Bliss.
Taylor avled 18 augusti 1852 i Pascagoula, Louisiana.